# راماس
راماس (به فرانسوی: Ramasse) یک کمون در فرانسه است که در canton of Ceyzériat واقع شده‌است.

## خصوصیات
راماس ۹٫۸۶ کیلومترمربع مساحت و ۲۵۵ نفر جمعیت دارد و ۳۳۸ متر بالاتر از سطح دریا واقع شده‌است.